# أنطونيو غوزمان بلانكو
أنطونيو غوزمان بلانكو (بالإنجليزية: Antonio Guzmán Blanco) (و. 1829 – 1899 م) هو جندي، ودبلوماسي، ومحام من فنزويلا ولد في كراكاس.

## التعليم
تعلم في جامعة فنزويلا المركزية.

## روابط خارجية
- أنطونيو غوزمان بلانكو على موقع الموسوعة البريطانية (الإنجليزية)
- أنطونيو غوزمان بلانكو على موقع إن إن دي بي (الإنجليزية)